# Dirty Projectors
Dirty Projectors est un groupe de rock indépendant américain, originaire de Brooklyn, New York. Il est mené par Dave Longstreth.

## Biographie

### Débuts etRise Above(2002–2007)
Étudiant à l'université Yale, Longstreth passe 2001 et 2002 à travailler sur plusieurs idées musicales avec son frères Jake. Le premier album de Dave Longstreth, The Graceful Fallen Mango, est publié sous le propre nom de son auteur. L'année suivante, il choisit le pseudonyme de Dirty Projectors lors de la sortie de The Glad Fact sur le label Western Vinyl. En 2005, le groupe publie The Getty Address, un album concept portant sur la vie d'un musicien, Don Henley, avec des arrangements plus riches, utilisant plus de chœurs et d'instruments issus de la musique classique. L'année suivante, le très varié New Attitude EP introduit quelques nouveaux ingrédients, souvent utilisés par la suite par le groupe, notamment des parties de guitares inspirées d'Ali Farka Touré.
En 2007, le groupe sort Rise Above, une ré-interprétation (de mémoire) d'un album du groupe Black Flag. Le groupe met en place sur ce disque ce qui devient leur marque de fabrique : le contraste entre la voix très reconnaissable et habitée de Dave Longstreth avec les harmonies angéliques d'Amber Coffman et Susanna Weiche (plus tard remplacée par Angel Deradoorian).

### Bitte OrcaetMount Wittenberg Orca(2008-2011)

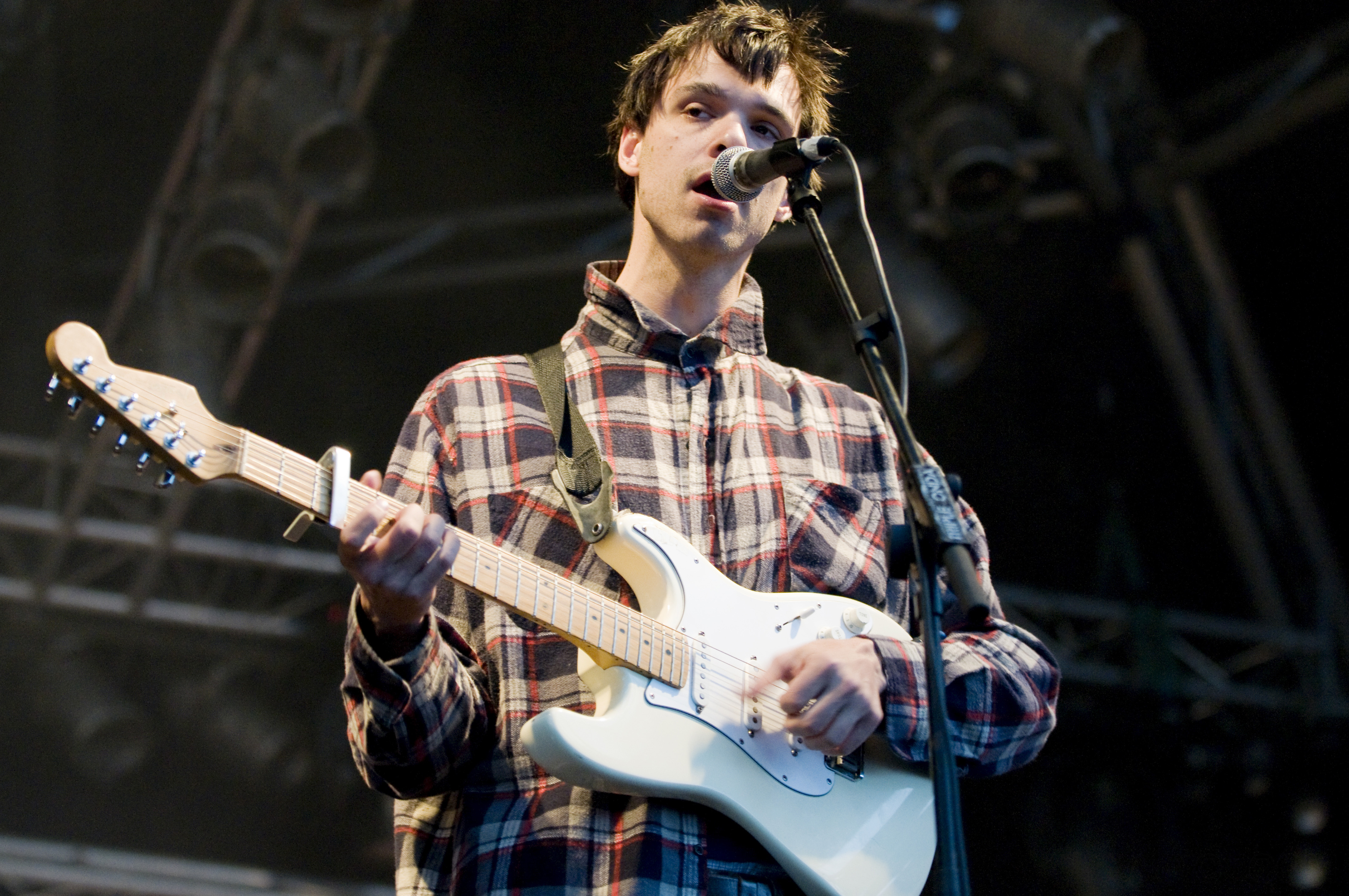
Dirty Projectors en concert en 2008.

En avril 2008, le groupe signe un contrat avec Domino Records. Ils sortent leur album sur ce nouveau label, Bitte Orca, le 9 juin 2009. Auparavant, cette même année, le groupe a collaboré avec David Byrne sur le morceau Knotty Pine, enregistré pour la compilation Dark Was the Night.  Ils ont d'ailleurs joué cette chanson - ainsi que Ambulance Man, une autre collaboration avec David Byrne qu'on ne retrouve pas sur la compilation - sur scène lors du concert Dark Was the Night Live, le 3 mai 2009 au Radio City Music Hall de New York.
Le 8 mai 2009, le groupe invite sur scène la chanteuse islandaise Björk pour interpréter une composition originale de Dave Longstreth, écrite pour cinq voix et une guitare acoustique. Ce concert de charité était organisé à la Housing Works Bookstore & Café de New York par l'organisation non-gouvernementale Housing Works, qui aide les personnes pauvres touchées par le SIDA. En 2011, le groupe revient avec un maxi CD nommé Mount Wittenberg Orca, figurant notamment la participation de Björk sur plusieurs titres.

### Swing Lo Magellan(2012–2015)
le 30 mars 2012, Dirty Projectors publient leur premier single de l'album Swing Lo Magellan, Gun Has No Trigger. L'album west publié le 10 juillet aux États-Unis et le 9 juillet à l'international,. Le 7 septembre 2012, Dirty Projectors sortent un court-métrage, réalisé par Longstreth, intitulé Hi Custodian. Le 6 novembre 2012, Dirty Projectors sortent l'EP About to Die.
En 2013, la chanteuse et membre du groupe Amber Coffman, apparaît dans l'album de Major Lazer en interprétant le titre Get Free issue de l'album Major Lazer Free the Universe. En 2015, les membres des Dirty Projectors participent brièvement sous leur propre nom au film Mistress America de Noah Baumbach.

### Dirty Projectors(2016–2017)
Le 19 septembre 2016, Dirty Projectors commencent à diffuser photos et vidéos de nouveaux morceaux. Après la sortie des morceaux Keep Your Name, Little Bubble et Up in Hudson, ils annoncent un septième album, éponyme, pour le 24 février 2017 au label Domino. L'album est publié trois jours plus tôt, le 21 février 2017.

### Lamp Lit Prose(depuis 2018)
Le 13 juillet 2018, est publié le huitième album de Dirty Projectors, Lamp Lit Prose, après la diffusion de trois titres, Break Thru, That's a Lifestyle, et I Feel Energy. Dirty Projectors se constitue désormais de David Longstreth (chant, guitare), Maia Friedman (guitare, clavier, chant), Felicia Douglass (percussion, clavier, chant), Kristin Slipp (clavier, chant), Nat Baldwin (basse, claviers), et Mike Daniel Johnson (batterie).

## Discographie
- 2002 : The Graceful Fallen Mango (This Heart Plays / Western Vinyl)
- 2003 : The Glad Fact (Western Vinyl)
- 2003 : Morning Better Last! (States Rights Records)
- 2004 : Slaves' Graves and Ballads (Western Vinyl / Happy Happy Birthday to Me Records)
- 2005 : The Getty Address (Western Vinyl)
- 2006 : New Attitude EP (Marriage Records)
- 2007 : Rise Above (Dead Oceans)
- 2009 : Bitte Orca (Domino Records)
- 2011 : Mount Wittenberg Orca EP (Gemini Vid)
- 2012 : Swing Lo Magellan (Domino Records)
- 2012 : About to Die EP (Domino Records)
- 2017 : Dirty Projectors (Domino Records)
- 2018 : Lamp Lit Prose (Domino Records)
- 2020: Windows Open EP (Domino Records)
- 2020: 5EPs